# Оксид европия(II,III)
Оксид европия(II,III) — сложный оксид с химической формулой Eu3O4 (или EuO•Eu2O3),
чёрные кристаллы.

## Получение
Оксид европия(II,III) может быть получен следующими способами:
- Нагревом эквимолярной смеси EuO и Eu2O3 при 900 °C в инертной среде.
- Восстановлением Eu2O3 или Eu(OН)3 водородом при температуре 1650 °C.
- Высокотемпературным разложением оксида европия(II)

{\displaystyle {\mathsf {4EuO\ {\xrightarrow {}}\ Eu_{3}O_{4}+Eu}}}

## Физические свойства
Оксид европия(II,III) образует кристаллы чёрного цвета ромбической сингонии (пространственная группа Pnam), параметры решетки a = 0,10094 нм, b = 0,12068 нм, c = 0,3502 нм.
Является антиферромагнетиком с точкой Нееля 5 K, ниже этой температуры проявляет метамагнитизм.

## Химические свойства
- При 1300—1700 °C разлагается на оксид европия(III) и европий[1][2][3]:

{\displaystyle {\mathsf {3Eu_{3}O_{4}\ {\xrightarrow {}}\ 4Eu_{2}O_{3}+Eu}}}
- При нагреве в атмосфере кислорода окисляется до оксида европия(III):

{\displaystyle {\mathsf {4Eu_{3}O_{4}+O_{2}\ {\xrightarrow {}}\ 6Eu_{2}O_{3}}}}
- Восстанавливается до монооксида европия углеродом:

{\displaystyle {\mathsf {2Eu_{3}O_{4}+2C\ {\xrightarrow {}}\ 6EuO+2CO}}}